# 地域医療機能推進機構可児とうのう病院
地域医療機能推進機構可児とうのう病院（ちいきいりょうきのうすいしんきこうかにとうのうびょういん、Japan Community Health care Organization Kani Tohno Hospital）は、岐阜県可児市にある医療機関。地域医療機能推進機構運営の病院の一つである。通称JCHO可児とうのう病院（ジェイコーかにとうのうびょういん）。

## 概要
可児とうのう病院は診療科18科・病床数250床（一般250床）を有す可児市を代表する病院である。日本医療機能評価機構認定病院。臨床研修指定病院。救急指定病院として岐阜県知事により告示されている。
公立病院のない可児市において可児とうのう病院は市民病院的な役割も負っており、可児市による第三次総合計画においても本院を地域医療の中核病院に位置づけ、医療機能の充実に対して支援していくことを明記している。また中濃医療圏域における二次医療を担う病院として主に可茂地域南部（可児市・可児郡）の救急医療への対応を行っており、年間1200 - 1300台の救急搬送を受け入れている。しかし全国的な医師不足問題は当地域でも例外ではなく、2006年（平成18年）3月に産婦人科が休診（婦人科は翌月より再開）となっており、可児市におけるハイリスク出産等の場合には岐阜県立多治見病院や中部国際医療センターなど近隣の総合病院へ搬送をせざるを得ないのが現状である。
設備面においてはMRIや64列マルチスライスCT、マンモグラフィなどの高度医療機器を備えている。施設面においては「介護老人保健施設サンビュー可児」と「健康管理センター」を併設し、これらの施設を通じて医療だけでなく福祉・介護においても地域医療を支えており、「介護老人保健施設サンビュー可児」では2008年（平成20年）4月より地域支援包括センターを可児市からの受託事業として運営していく予定である。また急性期医療・手術後管理への対応として集中ケア病棟（ICU5床・クリーンルーム1床・感染症室1床）を備えている。そのほか福利厚生として院内保育所を開設しており、子どもを持つ職員に対する支援も拡充している。なお本院は2008年（平成20年）1月より敷地内は全面禁煙となっている。
その他の特徴として健康診断に力を入れており前述の「健康管理センター」における健康診断のほか、院外における健康診断では検診車によって可児市だけでなく県内様々な場所で活動を行っており、マンモグラフィを搭載した乳房検診車など高度な設備も導入されている。また病診連携にも積極的であり医療連携室を設置しているほか、地区医師会との症例研究会なども行っている。また医療連携室には医療ソーシャルワーカーが配置されており、医療相談をすることも可能である。そのほか可児とうのう病院は1998年（平成10年）11月より全国10病院で行われた「急性期入院医療の定額払い方式の試行事業」に参加するなど、当初よりDPCによる医療費の定額支払いの導入に積極的であり、2004年（平成16年）7月より試行、2006年（平成18年）には正式に導入している。

## 組織概要
- 診療科
  - 診療各科
- 看護局
- 薬剤部
- 検査部
- 放射線部
- 医療連携室
- 在宅診療部
- 健康管理センター

## 診療科
- 内科
  - 一般内科
  - 血液内科
  - 消化器内科
  - 内分泌内科
  - 呼吸器内科
- 神経内科
- 循環器科
- 小児科
- 小児外科
- 外科
- 脳神経外科
- 形成外科
- 整形外科
- 泌尿器科
- 婦人科
- 皮膚科
- リウマチ科
- 耳鼻咽喉科
- 眼科
- リハビリテーション科
- 麻酔科
- 放射線科

## 専門外来
- 禁煙外来（健康管理センター）
- 股関節外来（整形外科） ほか

## 沿革
- 1946年（昭和21年） - 健康保険土田病院が土田村（現・可児市土田）に開院する。
- 1954年（昭和29年） - 健康保険東濃病院に改称する。
- 1997年（平成9年） - 岐阜社会保険病院に改称される。
- 2006年（平成18年） - DPCによる急性期医療の包括支払い方式移行の対象病院となる。
- 2014年（平成26年） - 現在の名称に改称される。

## 交通機関
- 名鉄広見線 可児川駅から徒歩で約1分。
- 可児市コミュニティバス「さつきバス」西部線：「可児とうのう病院」停留所下車。
  - 月曜日～土曜日に運行